# Miguel Cabrera (pintor)

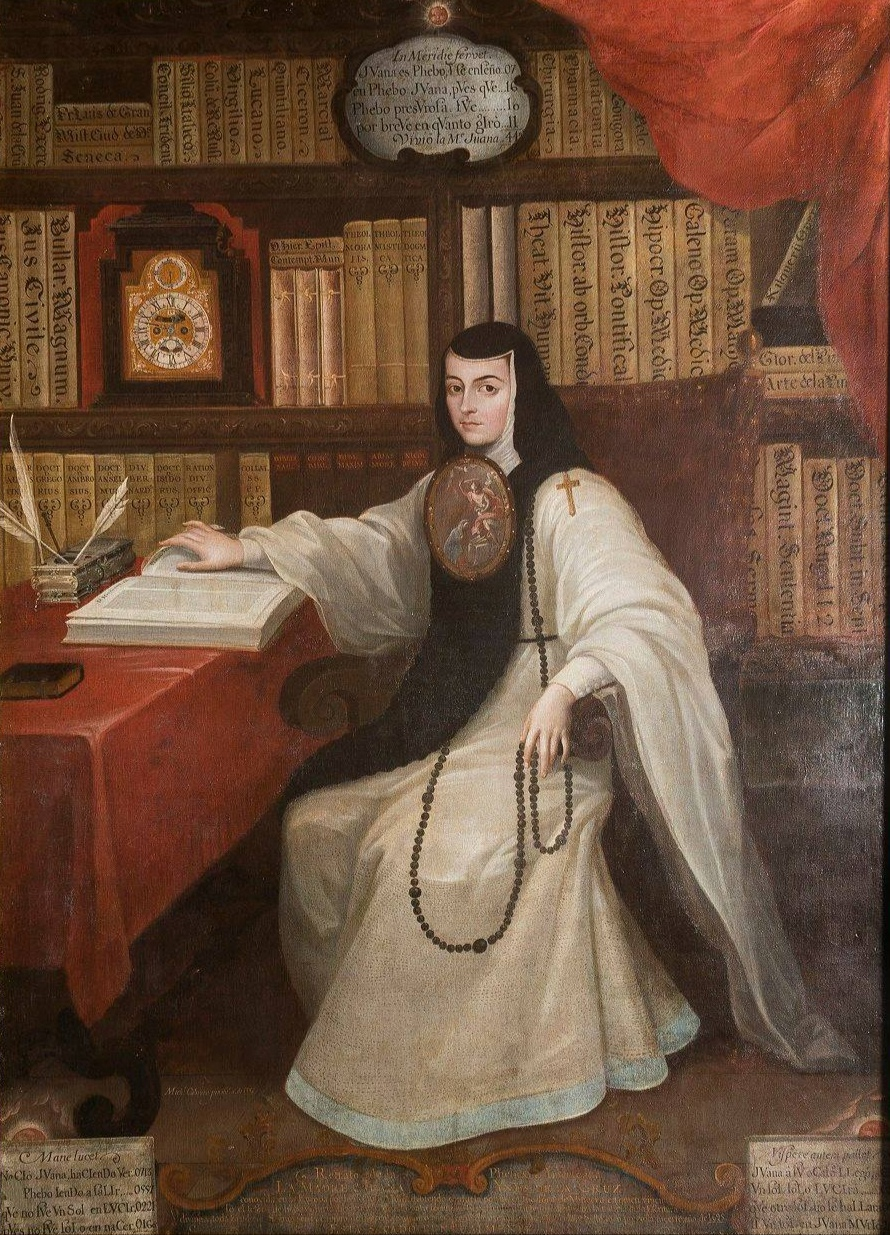
Retrato de Sor Juana Inés de la Cruz, c.1750, Museo Nacional de Historia (MNH), Castillo de Chapultepec.

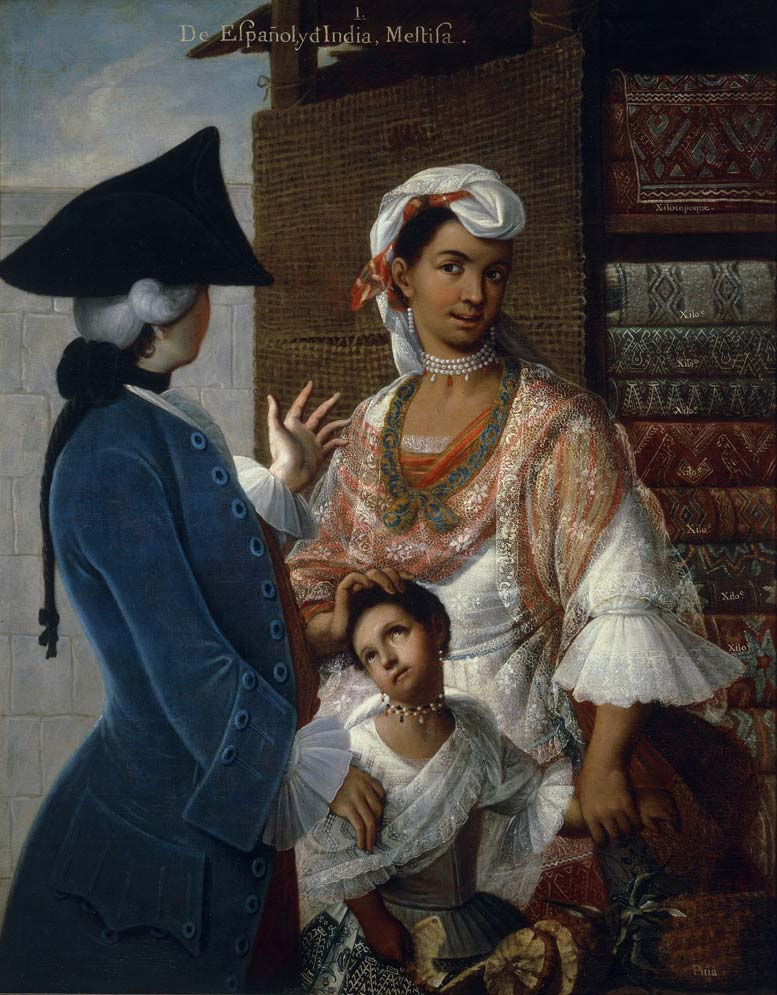
Cuadro de mestizaje (pintura de castas): De español e india, mestiza, c. 1763, Museo de Historia Mexicana, Monterrey, Nuevo León.

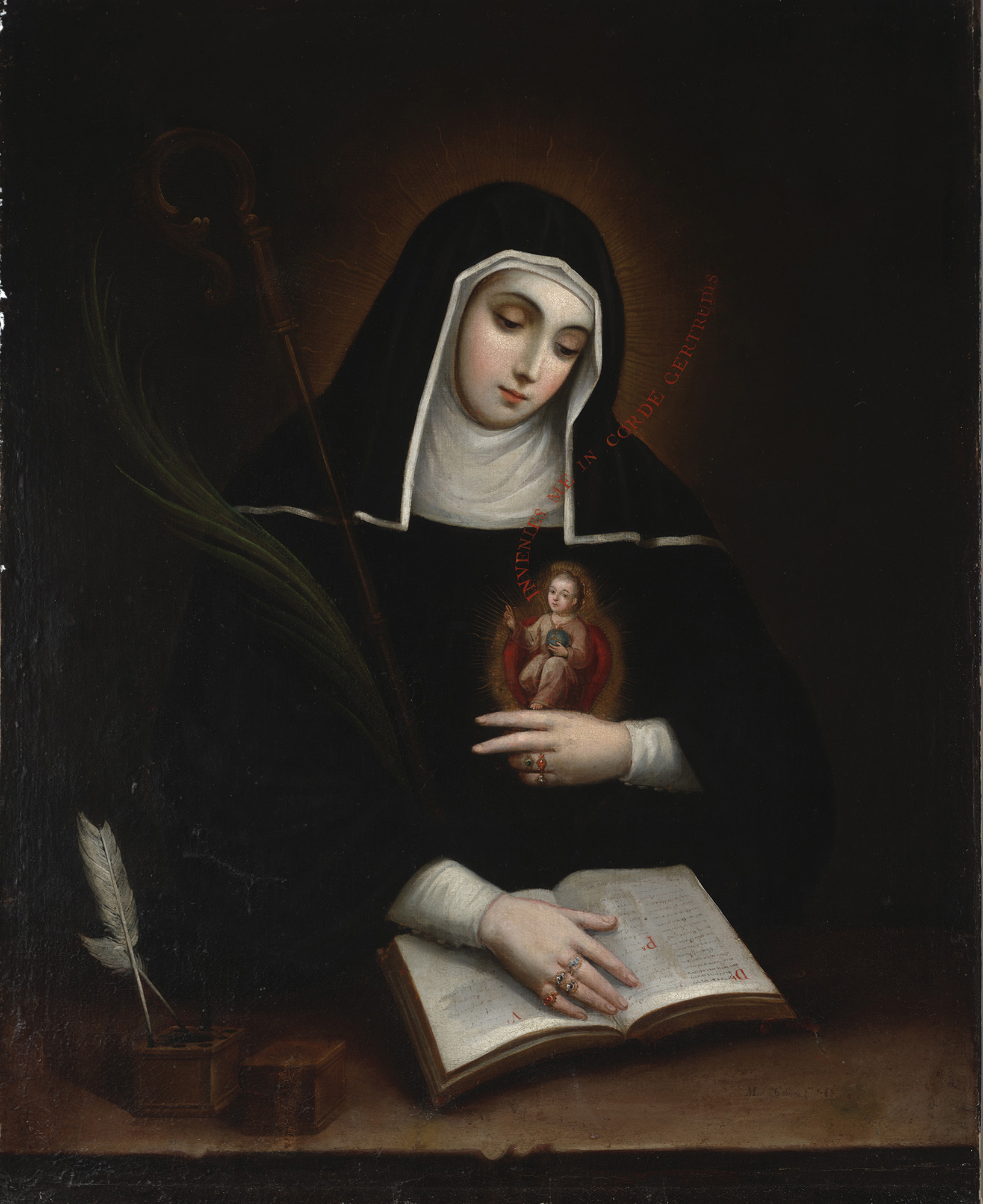
Santa Gertrudis, 1763, Museo de Arte de Dallas.

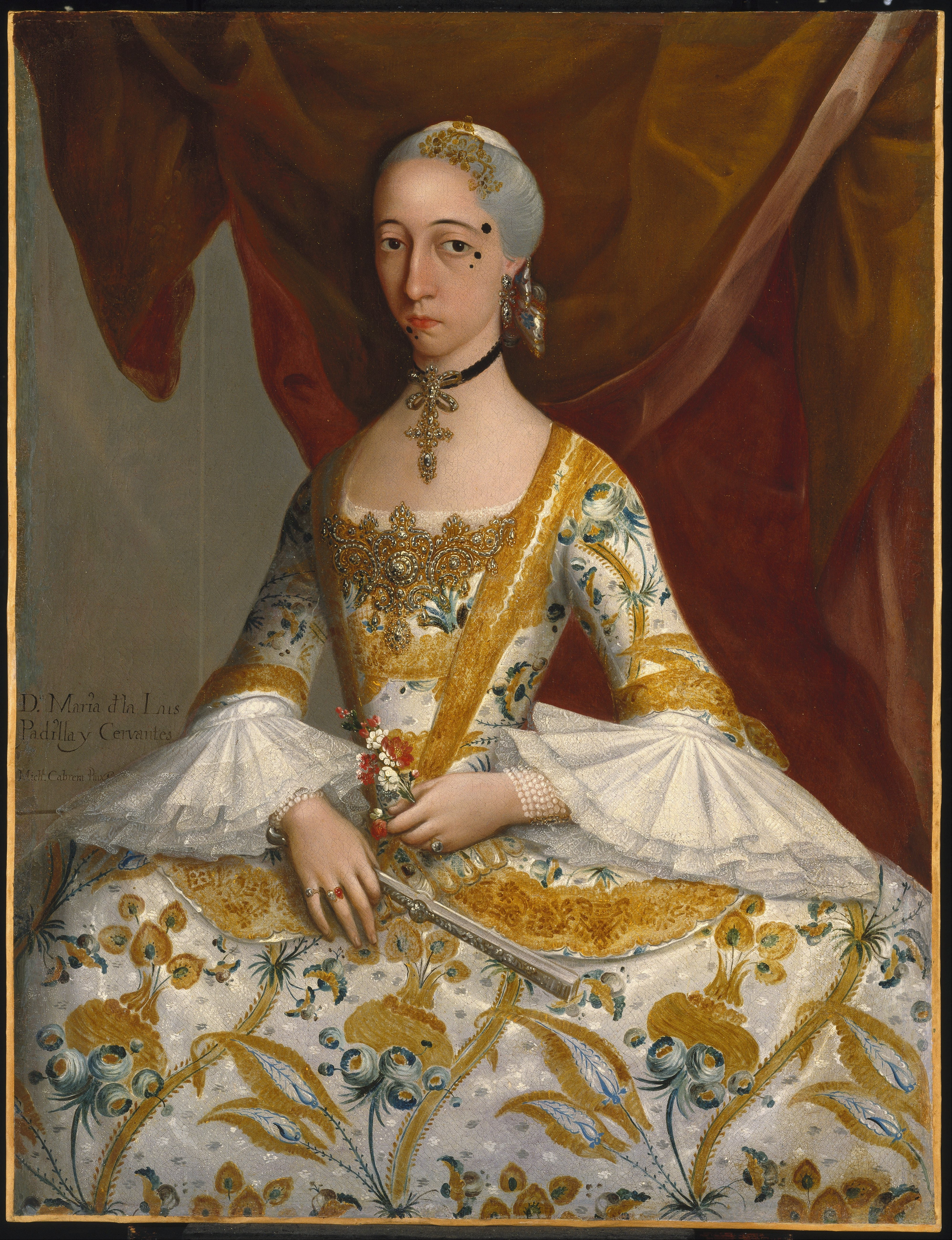
Doña María de la Luz Padilla y Cervantes, c.1760, Museo de Brooklyn, Nueva York

Miguel Mateo Maldonado y Cabrera (Antequera de Oaxaca, 1710 - México, 16 de mayo de 1768), más conocido como Miguel Cabrera, fue un pintor novohispano, caracterizado por ser uno de los máximos exponentes de la pintura virreinal mexicana del siglo XVIII.

## Biografía
Miguel Mateo Maldonado y Cabrera (como se le llama en su amonestación matrimonial de 1739, y se nombra en su testamento de 1760) declaró en sus dos disposiciones testamentarias (1760 y 1768) ser originario de la ciudad de Antequera (hoy Oaxaca de Juárez), sede episcopal y la ciudad más importante del antiguo obispado de Oaxaca.
No ha sido posible hasta ahora identificar con absoluta certeza su registro bautismal, y durante mucho tiempo, y pese a las dudas manifestadas por historiadores como Abelardo Carrillo y Gariel y Guillermo Tovar de Teresa, se aceptó como su bautizo el de un Miguel nacido en Antequera el 27 de febrero de 1695, de padres desconocidos, y apadrinado por Gregorio de Cabrera y Juana de Reyna. 
No obstante, en el año de 1760, en el expediente para la obtención del grado de bachiller presentado ante la Real y Pontificia Universidad de México por Agustín Rodríguez Medrano, el propio Cabrera, actuando como testigo, declaró ser de edad de 50 años. Lo anterior apuntaría a 1710 como su verdadero año de nacimiento. En ese mismo expediente, Cabrera asegura haber frecuentado siendo "pequeño" el taller del pintor Francisco Xavier Vázquez Loya (1670-1733) en la Ciudad de México, lo que abre la posibilidad de que, pese a su nacimiento en Antequera, haya vivido dede su infancia temprana y adquirido toda su formación como artista en la capital del virreinato de Nueva España, al lado del mencionado Vázquez o de algún otro artífice.
En 1751 fue convocado por las autoridades eclesiásticas para realizar un análisis exhaustivo del ayate de la Virgen de Guadalupe. Sus observaciones le llevaron a escribir y publicar en 1756 el estudio Maravilla americana y conjunto de raras maravillas observadas con la dirección de las reglas del arte de la pintura. 
Fue pintor de cámara del arzobispo Manuel José Rubio y Salinas y fundador en 1753 de la primera academia de pintura de México.
Falleció en 1768, siendo enterrado en el Templo de Santa Inés Mártir en la Ciudad de México.

## Obra
Su arte se muestra espléndido en las obras de pequeño y mediano formato, sobre todo en las pinturas que tienen planchas de cobre como soporte. En ellas destacan sus cálidos y vivos colores, sin parangón en la escuela novohispana del siglo XVIII, así como su firme dibujo y las poéticas expresiones de los rostros de sus vírgenes, santos e incluso retratos de personajes de su tiempo.
Su obra más temprana encontrada es un retrato de Fray Toribio de Nuestra Señora, firmado y fechado en 1740, perteneciente al Templo de San Fernando en la Ciudad de México.
Tras la publicación en 1756 del ensayo Maravilla americana, Miguel Cabrera se consolidó como el principal pintor guadalupano en la Nueva España. Ya en 1754, una de sus copias del ayate de la Virgen de Guadalupe había sido llevada a Roma y entregada por el procurador jesuita Juan Francisco López al papa Benedicto XIV. Al contemplar la imagen, el pontífice exclamó, citando el salmo 147: “Non fecit taliter omni nationi” (“No hizo nada igual con ninguna otra nación”). Ese mismo año, Benedicto XIV reconoció mediante una bula a la Virgen de Guadalupe como patrona de la Nueva España y, tres años más tarde, en 1757, entregó la pintura de Miguel Cabrera al cuidado de la orden de la Visitación de María, bajo cuya custodia ha permanecido hasta el día de hoy.
Cabrera mantuvo una estrecha colaboración con la Compañía de Jesús, siendo el conjunto artístico de Tepotzotlán el proyecto más ambicioso que realizó para esta orden religiosa. A partir de 1753, junto al escultor Higinio de Chávez, diseñó y ejecutó los retablos churriguerescos de la iglesia del antiguo colegio jesuita de Tepotzotlán, hoy sede del Museo Nacional del Virreinato. Además de intervenir en los retablos, realizó las pinturas murales de la nave principal así como varios óleos para la sacristía, el camarín de la Virgen de Loreto, el coro y el sotacoro. En este último espacio, destacan las obras Preciosísima Sangre y Patrocinio de la Virgen a la Compañía de Jesús. 
Fueron frecuentes los encargos de series de pinturas sobre vidas de santos o de la Virgen María, que en ocasiones dieron lugar a trabajos considerados irregulares por la excesiva participación de los artistas de su taller y las prisas en su realización. Una excepción, por su calidad, son las 14 escenas de la vida de María pintadas hacia 1759 para la sacristía de la Parroquia de Santa Prisca, en Taxco, incorporando el trampantojo como recurso para dialogar con la arquitectura y la decoración del espacio. Este ciclo mariano formó parte de un encargo mayor del minero José de la Borda que incluyó dos lunetos representando los martirios de Santa Prisca y San Sebastián para la nave principal del templo y el óleo San Miguel Arcángel, protector de las almas para la capilla lateral.
Entre los pintores novohispanos fue habitual la representación de los episodios narrados en el capítulo doce del Apocalipsis de San Juan. Una de las obras emblemáticas de Miguel Cabrera, titulada Virgen del Apocalipsis y creada hacia 1760 bajo la influencia de Rubens y José de Ibarra, se inscribe dentro de esta temática. Financiada por el matrimonio de Don José Reaño y Doña María Olivares, la pintura se expuso en los salones de la Real y Pontificia Universidad de México hasta que pasó a ser propiedad de la Academia de San Carlos en el siglo XIX. Actualmente forma parte de la colección permanente del Museo Nacional de Arte en Ciudad de México. Otra versión de la Virgen del Apocalipsis, firmada por Cabrera en 1765, dos años antes de su fallecimiento, y destacable por sus grandes dimensiones (8 x 6,5 metros), se puede encontrar en la Escalera Regia del antiguo Colegio Apostólico de Guadalupe, hoy Museo Regional de Guadalupe, en Zacatecas.
En materia profana, destaca su labor como retratista de las élites eclesiásticas y civiles de la Nueva España. En su condición de pintor de cámara del Arzobispo Manuel José Rubio y Salinas, realizó varios retratos del prelado, como el perteneciente al Museo de Bellas Artes de Boston, y fue el responsable de diseñar su túmulo funerario. Pintó a Sor Juana Inés de la Cruz, reinterpretando el retrato de la poeta creado por Juan de Miranda y haciendo hincapié en los símbolos de su erudicción y espiritualidad. Logró plasmar el recogimiento y la austeridad de la vida religiosa al retratar a la monja "pobre capuchina" Sor María Margarita Marcelina. Asimismo merece ser señalado el excelente retrato de la aristócrata Doña María de la Luz Padilla y Cervantes, preservado en el Museo de Brooklyn junto a un retrato del VII conde de Santiago de Calimaya. 
Enmarcadas dentro del género costumbrista,  son reseñables sus pinturas de castas o cuadros de mestizaje, en los que se refleja la diversidad de la sociedad novohispana. Pueden encontrarse ejemplos de estas obras en el Museo de América en Madrid, en el Museo de Arte del Condado de Los Ángeles (LACMA) y en el Museo de Historia Mexicana de Monterrey. 
Se le han atribuido los biombos Meleagro y Atalanta (Museo Soumaya) y Apolo y Dafne (Colección privada), obras influidas por los grabados creados por Bernard Picart para ilustrar Las metamorfosis de Ovidio. 

## Obras destacadas
De su vasta producción destacan:

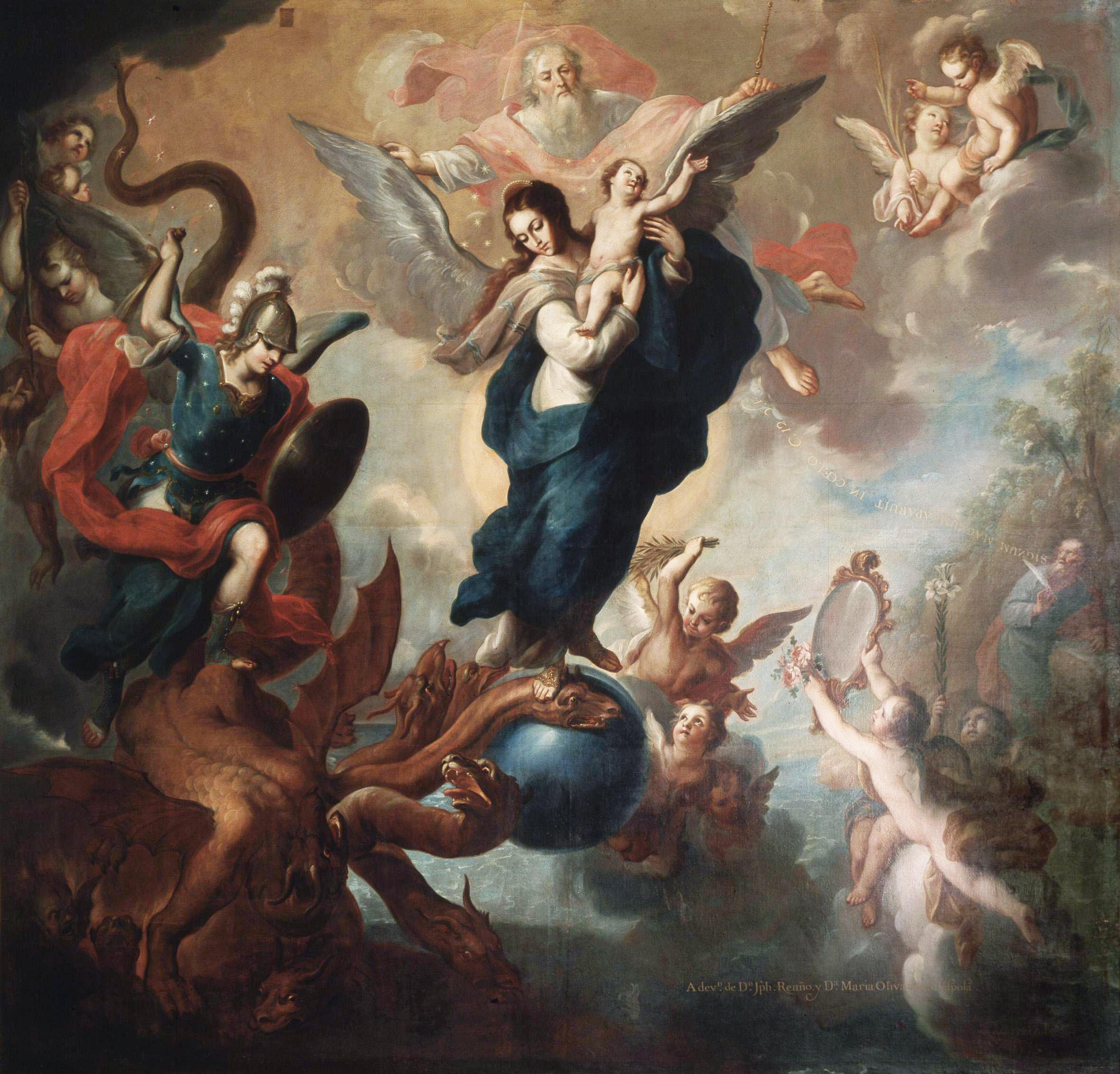
La Virgen del Apocalipsis, c. 1760, Museo Nacional de Arte, Ciudad de México

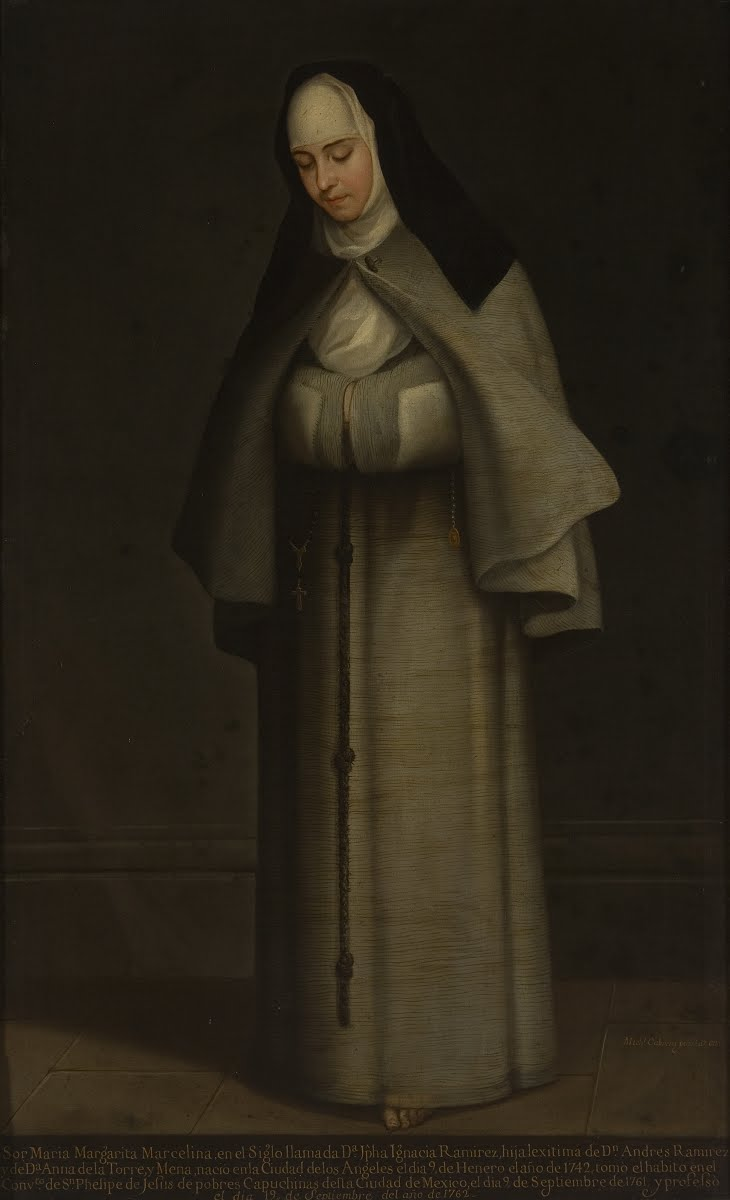
Retrato de Sor María Margarita Marcelina, 1763, Museo Arocena, Torreón, Coahuila

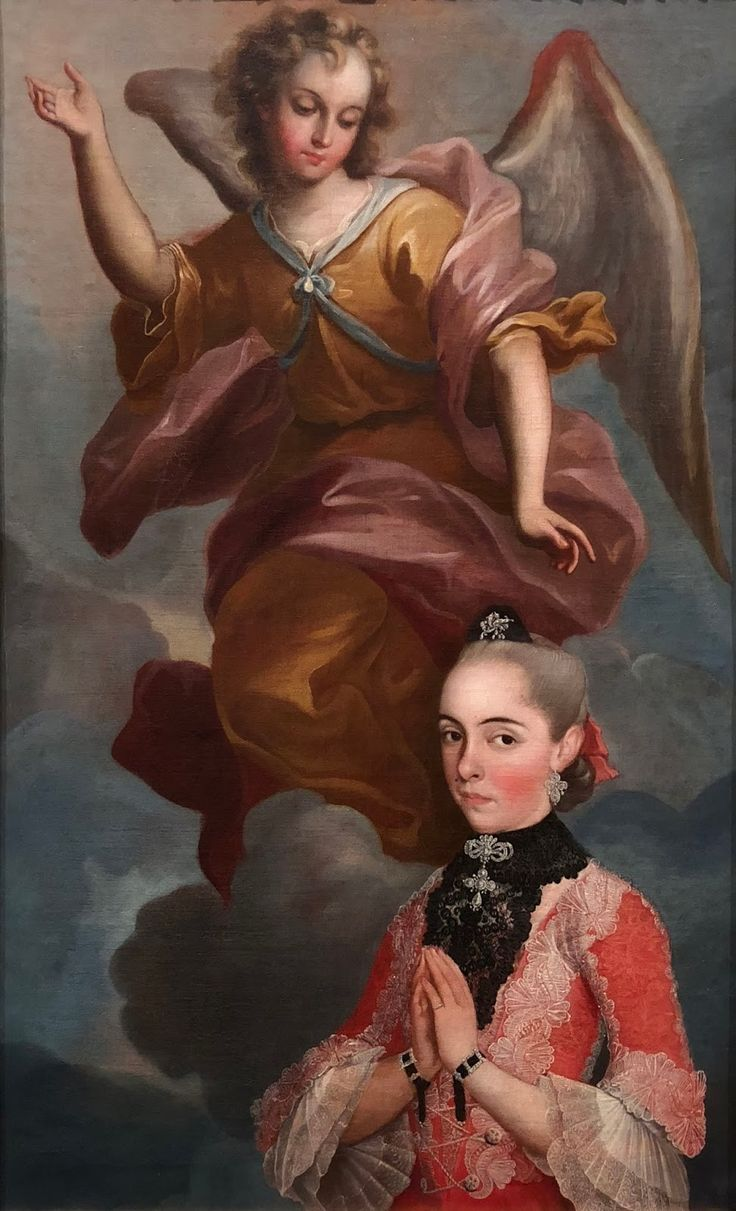
Retrato de María Bárbara Guadalupe de Ovando y Rivadeneyra con su ángel custodio, c. 1760, Colección Privada

- Retrato de Sor Juana Inés de la Cruz, c. 1750, Museo Nacional de Historia de México, Castillo de Chapultepec, Ciudad de México
- Virgen de Guadalupe, c. 1752, Monastero della Visitazione di Santa Maria, Via Galla Placida, Roma
- Retrato de Don Juan Xavier Joachín Gutiérrez Altamirano Velasco, Conde de Santiago de Calimaya, 1752, Brooklyn Museum, Nueva York
- Retrato del arzobispo Manuel José Rubio y Salinas, 1754, Museo de Bellas Artes de Boston
- La proclamación pontificia del patronato de la Virgen de Guadalupe sobre el reino de la Nueva España, c. 1756, Museo Soumaya, Ciudad de México
- Martirios de Santa Prisca y San Sebastián, c. 1759, Parroquia de Santa Prisca, Taxco
- Retrato de María Bárbara Guadalupe de Ovando y Rivadeneyra con su ángel custodio, c. 1760, Colección Privada
- La Divina Pastora, c. 1760, Museo Nacional de Arte, Ciudad de México
- Virgen del Apocalipsis, c. 1760, Museo Nacional de Arte, Ciudad de México
- Retrato de Doña María de la Luz Padilla y Cervantes, c. 1760, Brooklyn Museum, Nueva York
- Meleagro y Atalanta ofrecen a Diana la cabeza del jabalí de Caledonia (biombo), c. 1760-1763, Museo Soumaya, Ciudad de México
- Retrato de Sor María Margarita Marcelina, 1762, Museo Arocena, Torreón, Coahuila
- De español y morisca, albina, 1763, Museo de Arte del Condado de Los Angeles
- De chino cambujo e india, loba, 1763, Museo de América, Madrid
- Santa Gertrudis, 1763, Museo de Arte de Dallas
- Virgen del Apocalipsis y Patronato de Santa María de Guadalupe, San José y San Francisco, 1765, Museo Regional de Guadalupe, Zacatecas
- Virgen del Carmen, 1766, Catedral Metropolitana de Xalapa
- Cuatro lienzos ovalados del crucero (María Reina de los Mártires, María Reina de los Patriarcas, María Reina de los Apóstoles, María Reina de los Ángeles), 1767, Catedral Metropolitana de la Ciudad de México
- Retablo de la Virgen de Guadalupe, fray Juan de Zumárraga y Juan Diego Cuauhtlatoatzin, sin fecha, Museo Nacional de Arte, Ciudad de México

Algunos de los lugares donde se pueden apreciar las obras de Miguel Cabrera son:
- Museo Nacional del Virreinato, Tepotzotlán.
- Museo Amparo, Puebla.
- Museo de El Carmen, San Ángel, Ciudad de México.
- Casa Guillermo Tovar de Teresa, colonia Roma, Ciudad de México.
- Museo Nacional de las Intervenciones, Coyoacán, Ciudad de México.
- Museo de Santa Mónica, Puebla.
- Museo de Bellas Artes de Boston.
- Museo Arocena, Torreón, Coahuila.
- Museo del Obispado, Monterrey, Nuevo León.
- Museo de Arte Sacro, Guadalajara, Jalisco.
- Pinacoteca de La Profesa, Centro Histórico, Ciudad de México.
- Museo Regional del Estado de Durango, Victoria de Durango.
- Museo de Historia Mexicana, Monterrey, Nuevo León.
- Denver Art Museum, Colorado, Estados Unidos

## Miguel Cabrera en España
Miguel Cabrera está presente en numerosas colecciones públicas y privadas españolas como la espléndida serie de castas del Museo de América de Madrid, quizás una de sus obras maestras. En diciembre de 2008, este museo enriqueció su patrimonio con la adquisición de otras tres obras del pintor. 
El aprecio y la cotización en el mercado del arte por las obras de Miguel Cabrera ha crecido de forma vertiginosa durante el último cuarto del siglo XX. En 2004, en Madrid, se llegó a pagar en subasta pública 150.000 euros por una obra suya. Posteriormente se han comunicado precios notablemente superiores por algunos cuadros de castas pintados sobre cobre.
En 2024 tuvo lugar la exposición Miguel Cabrera: las reglas del arte de un pintor novohispano, en el Museo de América (Madrid), centrada en la serie mariológica realizada en 1751 por Cabrera. Un conjunto pictórico atesorado y reunido durante años por la institución que organizó la exposición, y que nos invita a reflexionar respecto a los paradigmas devocionales, artísticos y patrimoniales del arte novohispano del siglo XVIII.